# Ponca City
Ponca City è una città situata tra le contee di Kay e Osage, Oklahoma, Stati Uniti. Al censimento del 2010, la popolazione era di 25.387 abitanti. La città prende il nome dalla tribù dei Ponca.

## Geografia fisica
Secondo lo United States Census Bureau, ha un'area totale di 19,3 mi² (49,99 km²).

## Società

### Evoluzione demografica
Secondo il censimento del 2010, la popolazione era di 25.387 abitanti.

### Etnie e minoranze straniere
Secondo il censimento del 2010, la composizione etnica della città era formata dal 79,1% di bianchi, il 3,2% di afroamericani, l'8,9% di nativi americani, lo 0,7% di asiatici, lo 0,0% di oceanici, il 2,8% di altre razze, e il 5,3% di due o più etnie. Ispanici o latinos di qualunque razza erano il 7,2% della popolazione.